# Романтичен филм
Романтичният филм е филмов жанр, чийто сюжет се фокусира върху любовните отношения между главните герои. Често драматичният ефект се дължи на различни препятствия пред тяхната връзка – финансови трудности, класови различия, психологически пречки, болести и така нататък – които героите трябва да преодолеят.